# Xestoleberis hawaiiensis
Xestoleberis hawaiiensis är en kräftdjursart som beskrevs av Hartmann 1991. Xestoleberis hawaiiensis ingår i släktet Xestoleberis och familjen Xestoleberididae. Inga underarter finns listade i Catalogue of Life.